# Boxe aux Jeux du Commonwealth de 1990
Navigation
Édition précédente Édition suivante
Les compétitions de boxe anglaise des Jeux du Commonwealth 1990 se sont déroulées du 24 janvier au 3 février à Auckland, Nouvelle-Zélande.

## Résultats

### Podiums
| Catégories                    | Or               | Argent               | Bronze                              |
| Poids mi-mouches (-48 kg)     | Justin Juuko     | Abdurahman Ramadhani | Domenic Figliomeni Dharmendar Yadav |
| Poids mouches (-51 kg)        | Wayne McCullough | Nokuthula Tshabangu  | Born Siwakwi Maurice Maina          |
| Poids coqs (-54 kg)           | Mohammed Sabo    | Geronimo Bie         | Justin Chikwanda Wesley Christmas   |
| Poids plumes (-57 kg)         | John Irwin       | Haji Ally            | David Gakuha James Nicholson        |
| Poids légers (-60 kg)         | Godfrey Nyakana  | Justin Rowsell       | Bakari Mambeya David Anderson       |
| Poids super-légers (-63,5 kg) | Charles Kane     | Nicodemus Odore      | Stefan Scriggins Duke Chinyadza     |
| Poids welters (-67 kg)        | David Defiagbon  | Greg Johnson         | Anthony Mwamba Grahame Cheney       |
| Poids super-welters (-71 kg)  | Richie Woodhall  | Ray Downey           | Sililo Figota Andy Creary           |
| Poids moyens (-75 kg)         | Chris Johnson    | Ashiao Laryea        | Charles Matata Mark Edwards         |
| Poids mi-lourds (-81 kg)      | Joseph Akhasamba | Dale Brown           | Nigel Anderson Joseph Abdu Kaddu    |
| Poids lourds (-91 kg)         | George Onyango   | Patrick Jordan       | Kevin Onwuka Emerio Fainuulua       |
| Poids super-lourds (+91 kg)   | Michael Kenny    | Liadi al-Hassan      | Vernon Linklater Paul Douglas       |

### Tableau des médailles
| Place | Pays              | Médaille d'or | Médaille d'argent | Médaille de bronze | Total |
| ----- | ----------------- | ------------- | ----------------- | ------------------ | ----- |
| 1     | Kenya             | 2             | 2                 | 2                  | 6     |
| 2     | Ouganda           | 2             | 0                 | 2                  | 4     |
| 3     | Nigeria           | 2             | 0                 | 1                  | 3     |
| 3     | Angleterre        | 2             | 0                 | 1                  | 3     |
| 5     | Canada            | 1             | 5                 | 2                  | 8     |
| 6     | Nouvelle-Zélande  | 1             | 0                 | 2                  | 3     |
| 7     | Écosse            | 1             | 0                 | 1                  | 2     |
| 7     | Irlande du Nord   | 1             | 0                 | 1                  | 2     |
| 9     | Ghana             | 0             | 2                 | 0                  | 2     |
| 10    | Australie         | 0             | 1                 | 3                  | 4     |
| 11    | Tanzanie          | 0             | 1                 | 1                  | 2     |
| 11    | Zimbabwe          | 0             | 1                 | 1                  | 2     |
| 13    | Zambie            | 0             | 0                 | 3                  | 3     |
| 14    | Samoa             | 0             | 0                 | 2                  | 2     |
| 15    | Guyana            | 0             | 0                 | 1                  | 1     |
| 15    | Inde              | 0             | 0                 | 1                  | 1     |
| Total | 16 pays médaillés | 12            | 12                | 24                 | 48    |